# Зиновьев (хутор)
Зиновьев — хутор, входит в состав Катасоновской сельской территории городского округа «город Михайловка» Волгоградской области России.

## География
Расположен в северо-западной части области, в лесостепи, в пределах Приволжской возвышенности. Возле хутора находится пруд.
Уличная сеть состоит из трёх географических объектов: ул. Молодёжная, ул. Производственная, ул. Центральная.
Абсолютная высота 126 метров над уровня моря
.
Часовой пояс
Зиновьев, как и вся Волгоградская область, находится в часовой зоне МСК (московское время). Смещение применяемого времени относительно UTC составляет +3:00.

## Население
| 2010 |
| ---- |
| 90   |

Гендерный состав
По данным Всероссийской переписи населения 2010 года в гендерной структуре населения из 90 человек мужчин — 40, женщин — 50 (44,4 и 55,6 % соответственно).
Национальный состав
Согласно результатам переписи 2002 года, в национальной структуре населения
русские составляли 98 % из общей численности населения в 98 человек

## Инфраструктура
Личное подсобное хозяйство.

## Транспорт
Конечный пункт автодороги межмуниципального значения «Михайловка — Зиновьев» (идентификационный номер 18 ОП РЗ 18Н-73) (Постановление Администрации Волгоградской обл. от 24.05.2010 N 231-п (ред. от 26.02.2018) «Об утверждении Перечня автомобильных дорог общего пользования регионального или межмуниципального значения Волгоградской области»).
Просёлочные дороги.